# Hari Puttar: A Comedy of Terrors
Hari Puttar: A Comedy of Terrors is een Hindi komedie voor kinderen, die op 26 september 2008 werd uitgebracht. De film is geregisseerd door Lucky Kohli en Rajesh Bajaj en gebaseerd op de populaire film "Home Alone" uit 1990.

## Verhaal
De tienjarige Hari Prasad Dhoonda (bijnaam Hari Puttar) is recentelijk verhuisd van India naar Engeland. Wanneer zijn ouders op vakantie gaan, blijft hij achter met zijn nichtje Tuk Tuk. Hari krijgt vervolgens te maken met twee inbrekers die een geheime formule van zijn vader willen stelen.

## Rechtszaak
Warner Bros. begon in 2008 een rechtszaak tegen het productiebedrijf Mirchi Movies om de release van de film tegen te houden. Warner Bros. vond dat de titel te veel op de Harry Potter-filmreeks leek. Een rechtbank in India verwierp de rechtszaak echter omdat de rechtbank vond dat men duidelijk het verschil tussen de titels zou kunnen zien en omdat Warner Bros. al drie jaar op de hoogte bleek te zijn van een film in ontwikkeling met die titel, en al die tijd niets had ondernomen.
Mirchi Movies kwam vervolgens met een persbericht naar buiten dat er wel een kleine vergelijking is in de twee namen, maar dat de naam Hari veel voorkomt in India, en dat "Puttar" in het Punjabi "Zoon" betekent.